# こどものうたチャンネル
こどものうたチャンネルは、日本の子ども向けYouTubeチャンネル。2020年に活動を開始し、童謡や保育ソング、子供向け番組の歌のカバー曲をアニメーション、キャラクターを通じて子どもたちに音楽を届けている。毎週日曜朝8時に新作を公開している。

## 概要
「こどものうたチャンネル」は、音楽家たちによって2020年に立ち上げられたYouTubeチャンネルで、子ども向けの音楽や手遊び、キャラクターを交えた映像作品を配信している。歌唱、楽器演奏、手遊び、アニメーションを組み合わせたコンテンツが特徴である。

## メンバー
- あーちゃん（歌） - 山本朝海[1]、元コロムビアミュージック所属。
- ビリー（歌、カホン）
- かほぴ（歌）
- みさとぅす（フルート） - 高木美里
- げんげん（ヴァイオリン） - 宮城弦
- オリジナルキャラクター：りんちゃん、うたくん

## 人気楽曲
以下の楽曲は10万回以上再生されている（2025年4月現在）。
- 「ひみつのヒミコちゃん」
- 「ゴーゴーゴー（運動会の歌）」
- 「はらぺこカマキリ」
- 「ブンブンにじいろカー」
- 「新幹線でゴー！ゴ・ゴー！」
- 「ようかいしりとり」

## コンサート
「こどものうたチャンネル」では、YouTube活動と並行してコンサートも開催している。

### 主な公演
- 2020年3月24日：0歳からの音楽体験コンサート（配信）[2]
- 2020年10月18日：こどチャンライブ！（配信）[2]
- 2022年7月28日：0歳からの「こどものうたチャンネル」夏休みコンサート（越谷サンシティホール 小ホール）[3][4]

- 2023年7月29日：同上（RaiBoC Hall 小ホール）[5][6]
- 2024年7月21日：都電貸切夏休みミニコンサート（東京さくらトラム内）[7][8]
- 2024年10月12日：うたあーちゃんとヴァイオリンげんげんのコンサート（プラザイースト）[9]
- 2025年8月9日：0歳からの「こどものうたチャンネル」夏休みコンサート（ムーブ町屋 ムーブホール）[10]

## 寄付活動
主催公演においては、チケット代の一部を公益財団法人難病医学研究財団へ寄付する活動も行っており、これまでに58,250円が寄付されている。